# Ilu Aba Bora
Ilu Aba Bora è una delle zone amministrative in cui è suddivisa la Regione di Oromia in Etiopia. Prende il nome dalla provincia storica di Ilubabor.

## Woreda
La zona è composta da 14 woreda:
1. Ale
2. Alge Sachi
3. Becho
4. Bilo Nopha
5. Bure
6. Darimu
7. Didu
8. Dorani
9. Halu /Huka
10. Hurumu
11. Metu town
12. Metu Zuria
13. Sale Nono
14. Yayu